# Gajevci
Gajevci – wieś w Słowenii, w gminie Gorišnica. W 2018 roku liczyła 296 mieszkańców.